# Olibrus rufopiceus
Olibrus rufopiceus là một loài bọ cánh cứng trong họ Phalacridae. Loài này được Motschulsky miêu tả khoa học năm 1858.